# Emiratos Árabes Unidos en los Juegos Olímpicos de Los Ángeles 1984
Los Emiratos Árabes Unidos estuvieron representados en los Juegos Olímpicos de Los Ángeles 1984 por siete deportistas masculinos que compitieron en atletismo.
El portador de la bandera en la ceremonia de apertura fue el atleta Mubarak Ismail Amber. El equipo olímpico emiratí no obtuvo ninguna medalla en estos Juegos.